# Myoxanthus melittanthus
Myoxanthus melittanthus là một loài thực vật có hoa trong họ Lan. Loài này được (Schltr.) Luer mô tả khoa học đầu tiên năm 1982.